# Хавкин, Всеволод Артурович
Всеволод Артурович Хавкин (род. 3 марта 1939 года, Москва) — учёный-химик, лауреат премии имени В. Н. Ипатьева.

## Биография
Родился 3 марта 1939 года в Москве.
В 1961 году — окончил Российский государственный университет имени И. М. Губкина, специальность «Технология переработки нефти», после чего работает во ВНИИ НП, где прошёл путь от инженера до заместителя Генерального директора по научной работе.
В 1994 году — защитил докторскую диссертацию, в 1995 году — присвоено учёное звание профессора.
Академик РАЕН (1998).
Область научных интересов: переработка нефти, разработка и применение катализаторов нефтехимических и нефтеперерабатывающих процессов, производство топлив.
Автор более 350 публикаций, включая 100 изобретений, и 4 монографии.

## Награды
- Премия Совета Министров СССР (1983)
- Заслуженный изобретатель Российской Федерации (1995)
- Премия имени В. Н. Ипатьева (за 2015 год, совместно с У. М. Джемилевым, В. М. Капустиным) — за работу «Каталитические процессы для получения продуктов нефтехимии и моторных топлив»